# Druklog
Een druklog of pitotlog is een log dat de vaart meet op basis van het verschil tussen de hydrostatische en de hydrodynamische druk. Dit type log meet de vaart over de voorsteven.
Onder het vlak van het schip steekt een pitotbuis uit. De opening van de dynamische drukbuis is daarbij in de langsscheepse richting aangebracht, terwijl de opening van de statische buis dwarsscheeps of naar beneden is gericht. Als het schip vaart loopt, dan komt het water in de dynamische buis tot stilstand, wat volgens de wet van Bernoulli een drukverhoging tot gevolg heeft. Beide buizen zijn aangesloten op een balg met daarin een scheidingsmembraan. Als het schip vaart loopt, dan wordt dit membraan omhoog gedrukt doordat de druk in de dynamische buis hoger is dan in de statische buis. Dit is een maat voor het drukverschil Δp waarmee de vaart v berekend kan worden, uitgaande van de dichtheid ρ:
{\displaystyle v={\sqrt {2\Delta p/\rho }}}
Door de kwadratische verhouding met de vaart is dit type log niet nauwkeurig bij lage snelheden. Doordat de dynamische buis onder het vlak uitsteekt om buiten de volgstroom te meten, is deze niet bruikbaar op ondiep water. Tegenwoordig is dit type log veelal vervangen door het elektromagnetisch log en het dopplerlog.